# Stube

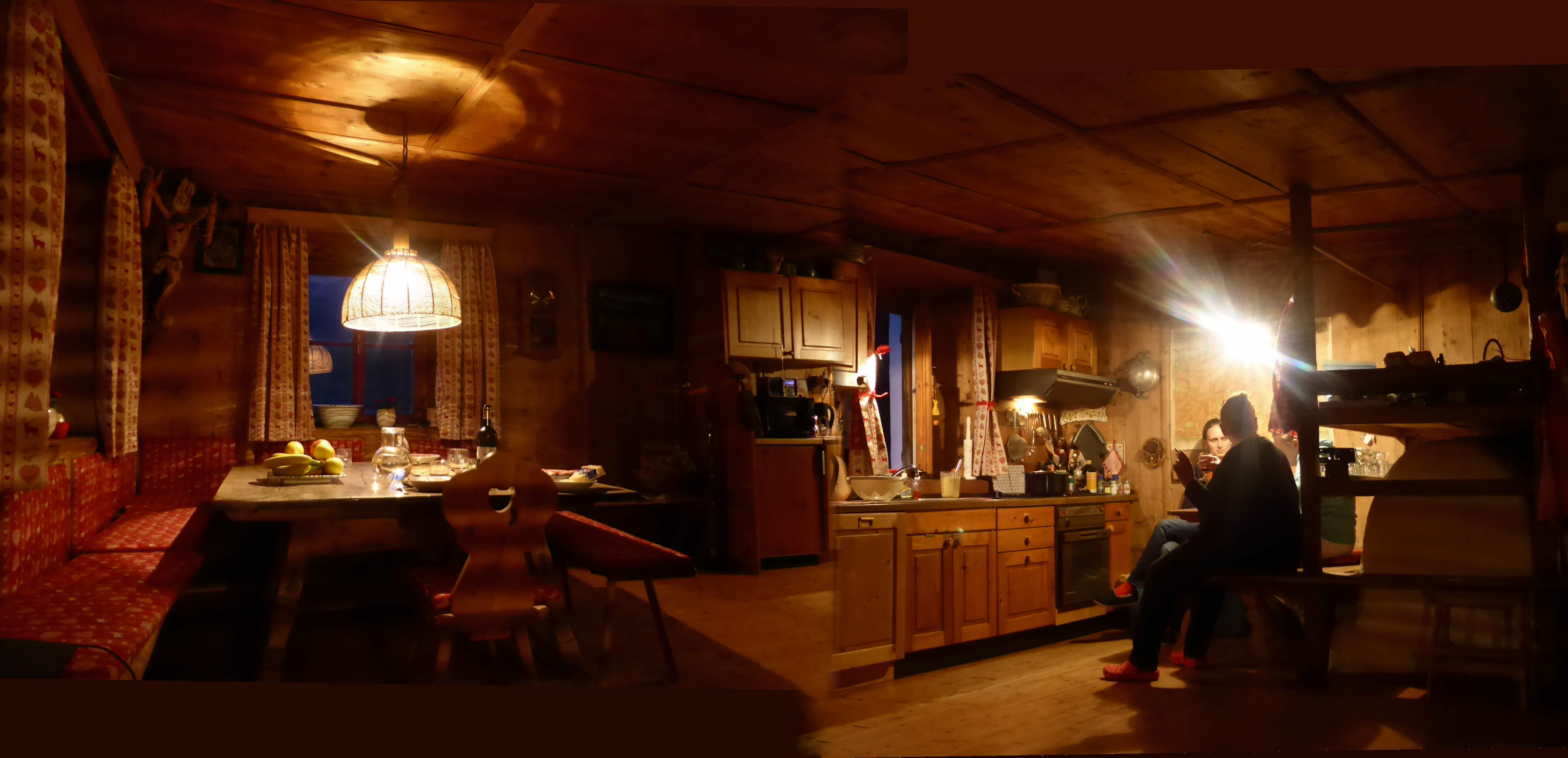
Tiroler Bauernstube von 1830 in heutigem Gebrauch. Panorama

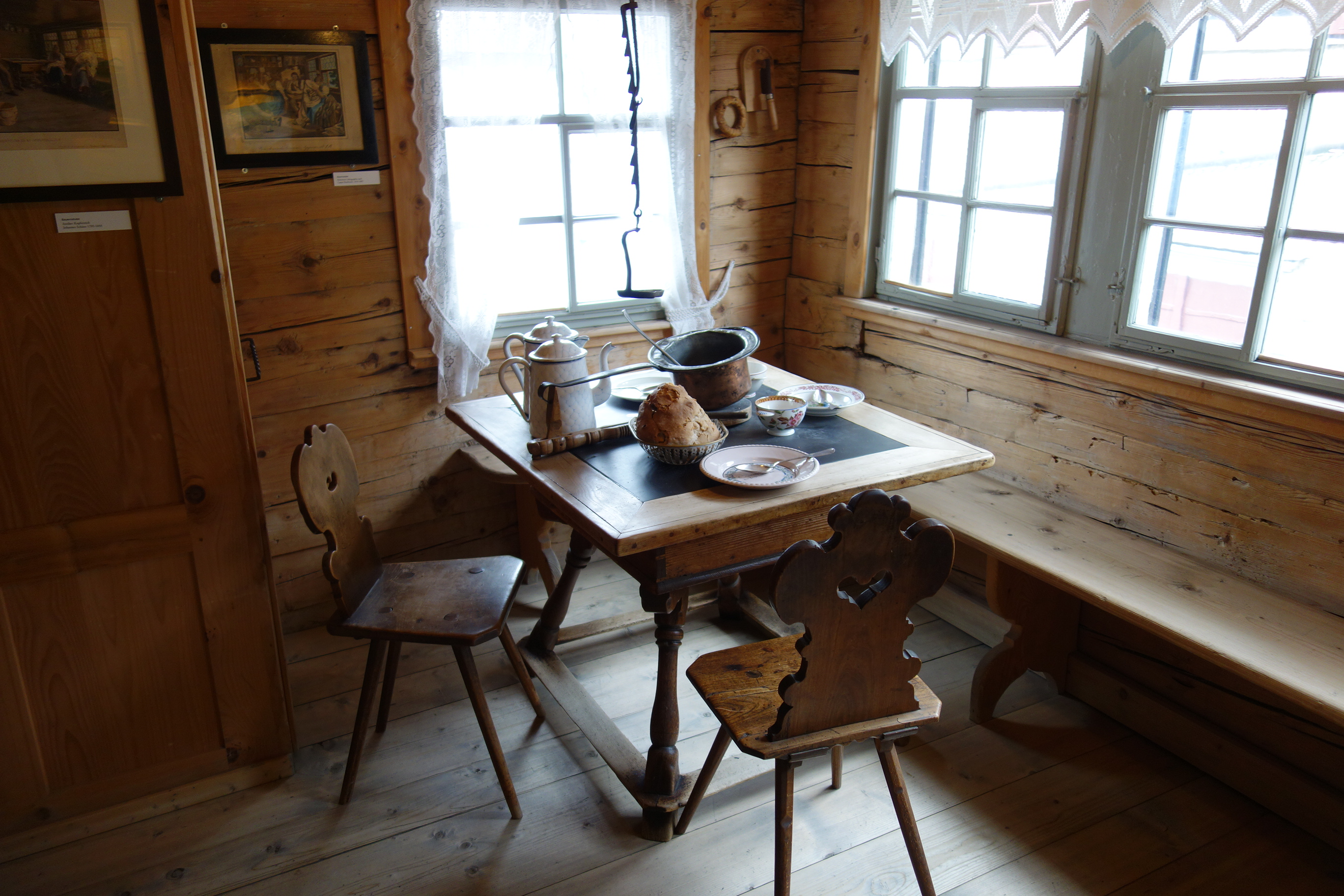
Typische Bauernstube im schweizerischen Appenzell

Stube bezeichnet etymologisch einen geheizten Wohnraum (das Wort stammt von ahd. stuba, ist verwandt mit engl. stove ‚Ofen‘, und leitet sich von vulgärlateinisch extufare, ‚ausdünsten‘, ab). Die Stube ist damit von dem großen, ebenfalls beheizbaren Saal zu unterscheiden, aber auch von der unbeheizten (Säulen-)Halle oder der schlecht bzw. nicht beheizbaren Kammer.
Die Stube war früher oft der wichtigste Raum in einer Wohnung oder einem Wohnhaus, sprich die alltägliche Wohnstube (im Unterschied zur guten Stube) und zeichnete sich ursprünglich durch eine rauchfreie Erwärmung durch eine Warmluftheizung oder einen Hinterladerofen (Kachelofen) aus. Insbesondere im Winter war die Stube oft das einzige heizbare Zimmer und somit der Hauptaufenthaltsort der Bewohner. Je nach Umständen kann die Stube ein eigenständiges Wohnzimmer, eine Wohnküche oder Teil eines herrschaftlichen Appartements (Raumfolge) sein.
In Mitteleuropa tauchen Stuben im städtischen Bereich häufiger seit dem 13. Jahrhundert auf. Im 19. Jahrhundert wurde im nostalgischen, aber auch deutschnational konnotierten Rückgriff eine sogenannte „altdeutsche Stube“ in zahlreiche Bürgerhäuser, Gaststätten und Hotels eingebaut.
In einem traditionellen Bauernhaus diente die Stube neben der Repräsentation – hier wurden wertvolle Besitztümer, etwa Bücher, ausgestellt und man empfing hier Besucher – auch als Arbeitsraum. Weil es in der Stube warm war, wurden auch Kranke hier untergebracht und in besonders kalten Winternächten manchmal auch die Hühner. Ihre Entwicklung war auch mit der Entwicklung des Kachelofens stark verbunden. In manchen Regionen, etwa der südlichen Eifel, besaßen Häuser wohlhabender Bauern zwei Stuben, von denen die eine im Alltag benutzt wurde, die andere als „gute Stube“ nur für festliche Ereignisse, etwa Familienfeste, benutzt wurde; sie war oft nicht heizbar, ähnlich dem norddeutschen Pesel und in Luxemburg. Die Alltagsstube eines Eifelhauses verfügte dagegen über eine Takenheizung als regionale Sonderform, bei der die Wärme des Kochfeuers durch die eiserne Takenplatte auch der Stube zugutekam.
Als Stube wird auch der Wohn- und Schlafraum für Soldaten in einer Kaserne bezeichnet.